# Toiler
Das Große-Seen-Schiff Toiler (englisch etwa: Schwerarbeiter) war das erste in Großbritannien gebaute Dieselmotorschiff.

## Geschichte
Das Schiff wurde 1910/11 bei der britischen Werft Swan, Hunter & Wigham Richardson auf eigene Rechnung gebaut und als Toiler angeboten. Nach erfolgreicher Jungfernfahrt traf sie am 21. September 1911 in Montreal ein und wurde dort von der Reederei James Richardson and Company aus Kingston in Charter genommen. 1912 erwarb Richardson das Schiff und ließ es von  James Playfair aus Midland bereedern. Da der Dieselantrieb sich als zu schwach erwies, wurde die Toiler schon 1913 bei der Werft Kingston Dry Dock Company mit einer 1882 für den Frachter D. C. Whitney von Dry Dock Engine Works aus Detroit gebauten Verbunddampfmaschine versehen.
Nach mehreren Zwischenverkäufen kam die Toiler zur Reederei Canada Steamship Lines (CSL) aus Montreal. 1919 wurde das Schiff auf den Namen Mapleheath umgetauft und etwa um diese Zeit auch unter die kanadische Flagge gebracht. Am 8. Dezember 1920 überlief das Schiff in der St.-Gabriel-Schleuse des Lachine-Kanals seinen eigenen Anker, riss sich den Boden auf und sank in der Schleuse. Das Schiff wurde gehoben, repariert und wieder in Fahrt gesetzt. 1929 baute man neue Dreifachexpansionsdampfmaschinen ein. Erst dreißig Jahre später veräußerten CSL das Schiff an das Bergungsunternehmen McAllister-Pyke aus Kingston, die 1960 das Vorschiff abschnitten und den Rest mit einem aufgebauten Kran als Bergungsponton weiterverwendeten. 1993 wurde die Kranbarge in Valleyfield verschrottet.